# Хлопков, Юрий Иванович
Юрий Иванович Хлопков (3 марта, 1946, Алма-Ата — 1 ноября, 2016, Москва) — российский учёный в области аэрогидродинамики, д. ф.-м. н. (1999), профессор (2000) ФАЛТ МФТИ, декан ФАЛТ с 1987 по 2002 годы.

## Биография
Выпускник ФАЛТ МФТИ 1970 года. 
В 1973 г. защитил диссертацию на звание к.ф.-м.н. по теме «Методы решения кинетического уравнения Больцмана» по спец. 01.00.00.
В 1998 г. защитил диссертацию на звание д.ф.-м.н. по теме «Статистическое моделирование в физической газодинамике» по спец. 05.13.18 (утв. в 1999 г.).
Профессор (2000), в течение 15 лет, с 1987 по 2002 год, Хлопков был деканом факультета аэромеханики и летательной техники МФТИ.
За десятилетие (с 1992 по 2002) увеличился набор на факультет с 47 до 85 человек, при этом проходной балл поступивших вырос с 14 до 18 баллов. В программу учебной подготовки введено более 20 новых курсов по физике, математике и информатике. 10 преподавателей факультета защитили докторские диссертации и стали профессорами ФАЛТ.  Впервые в МФТИ была создана учебная группа иностранных студентов. 
По научной работе факультет заключил ряд контрактов: грант МНТЦ по исследованию вихревых течений, контракт с NASA Langly по исследованию влияния сверхзвуковой авиации на экологию, контракты AFOSR по исследованию явлений перехода ламинарного течения в турбулентное, нестационарной аэродинамике тонких тел, устойчивости вихревых структур. Во всех упомянутых НИР, связанных с исследованием гиперзвуковых течений газа, уменьшением шума гражданских самолётов, экологии ближнего космоса в обязательном порядке участвовали студенты и аспиранты ФАЛТ.
Были заключены новые договоры по подготовке кадров для ОКБ «Сухой», ГАЗПРОМа и ряда других заказчиков. В итоге распределение выпускников по специальности возросло с 30 до 75%..
В ходе осуществления данной стратегии Ю.И. Хлопков в 1993 году учредил в МФТИ кафедру компьютерного моделирования ФАЛТ, на которой преподавал и сам. В 1995 году на базе научных предприятий Газпрома создал кафедру фундаментальных основ газового дела.
При поддержке РФФИ при кафедре компьютерного моделирования в 2004 году организовал Центр параллельных вычислений (на основе многопроцессорного суперкомпьютера МВС-1000). По инициативе Хлопкова был создан и работает единственный в МФТИ факультетский Совет попечителей ФАЛТ для решения учебных, культурных, оздоровительных и социальных задач в интересах учащихся и сотрудников факультета.
Юрий Иванович является автором 130 научных работ, 10 монографий и учебных пособий, под его руководством защитилось 7 кандидатов наук и 30 магистров.

## Награды и признание
- Лауреат премии им. Ленинского комсомола в области науки (1975)
- Лауреат премии «За лучшую научную работу ЦАГИ» (1979)
- Премия имени Н. Е. Жуковского (2013) за учеб. издание «Введение в специальность. Аэродинамические аспекты безопасности полётов» (совм. с Афанасьевой Л.А., Чернышёвым С.Л.[7].
- Награждён тремя медалями ВДНХ СССР
- Медаль ордена «За заслуги перед Отечеством» II степени[3].

## Из библиографии
- Список трудов в каталоге РГБ

Книги
- Методы Монте-Карло и их приложение в механике и аэродинамике : Учеб. пособие / Ю. И. Хлопков, С. Л. Горелов; — М. : МФТИ, 1989. — 89 с. : ил.; 20 см.
- Приложение методов статистического моделирования (Монте-Карло) / Ю. И. Хлопков, С. Л. Горелов; Моск. физ.-техн. ин-т. — М. : МФТИ, 1994. — 103 с. : ил.; 21 см; ISBN 5-230-10864-9
- Руководство по компьютерной аналитике : Учеб. пос. для студ. вузов по направл. «Прикладные математика и физика» / Ю. И. Хлопков, В. А. Жаров, С. Л. Горелов; Минобраз РФ. МФТИ (гос. ун-т). — М. : МФТИ, 2000. — 117 с. : ил., табл.; 20 см; ISBN 5-7417-0134-5
- Когерентные структуры в турбулентном пограничном слое / Ю. И. Хлопков, В. А. Жаров, С. Л. Жаров. — М. : МФТИ, 2002. — 267 с. : ил.; 20 см.
- Лекции по теоретическим методам исследования турбулентности : учеб. пос. … по напр. «Прикладные математика и физика» / Ю. И. Хлопков, В. А. Жаров, С. Л. Горелов. — М. : МФТИ, 2005. — 178 с. : ил.; 20 см; ISBN 5-7417-0132-9 (в обл.)
- Статистическое моделирование в вычислительной аэродинамике / Ю. И. Хлопков. — Москва : Азбука-2000, 2006. — 157 с. : ил., табл.; 22 см. — (Sapere aude / МФТИ).; ISBN 5-7417-0131-0
- Ренормгрупповые методы описания турбулентных движений несжимаемой жидкости / Ю. И. Хлопков, В. А. Жаров, С. Л. Горелов. — Москва : МФТИ (гос. ун-т), 2006. — 491 с. : ил.; 22 см; ISBN 5-7417-0154-X
- Методы Монте-Карло в механике жидкости и газа / О. М. Белоцерковский, Ю. И. Хлопков. — Москва : Азбука-2000, 2008. — 329 с. : ил., табл.; 21 см; ISBN 978-5-7417-0226-0
- Введение в специальность: аэродинамические аспекты безопасности полёта : учебное пособие для студентов вузов по направлению 010900 «Прикладные математика и физика» / Л. А. Афанасьева, Ю. И. Хлопков, С. Л. Чернышёв; Минобрнауки РФ, МФТИ (гос. ун-т). — Москва : МФТИ, 2011. — 182, [1] с. : ил.; 22 см; ISBN 978-5-7417-0380-9
  - Введение в специальность: учеб. пос. для студентов и бакалавров вузов по направлению подготовки «Прикладные математика и физика» / [Хлопков Ю. И. и др.]. — Москва : МФТИ, 2013
- Хлопков Ю. И., Чернышёв С. Л., Зея Мью Мьинт, Хлопков А. Ю. Использование когнитивного подхода к исследованию аэротермодинамики высокоскоростных летательных аппаратов: учеб. пос. — М.: МФТИ, 2017. — 194 с. ISBN 978-5-7417-0597-1.[8]

Диссертации
- Хлопков Ю. И. Методы решения кинетического уравнения Больцмана : диссертация … кандидата физико-математических наук : 01.00.00. — Москва, 1973. — 109 с.
- Хлопков Ю. И. Статистическое моделирование в физической газодинамике : диссертация … доктора физико-математических наук : 05.13.16. — Москва, 1998. — 252 с. : ил.